# Иоанн (Павлович)
Митрополит Иоанн (серб. Митрополит Јован, в миру Йоцо Павлович, серб. Јоцо Павловић; 22 октября 1936, село Мединцы, Савская бановина, Королевство Югославия — 3 апреля 2014, Загреб, Хорватия) — епископ Сербской Православной Церкви, митрополит Загребско-Люблянский.

## Биография
Родился 22 октября 1936 года в селе Мединцы, в Славонии (Хорватия) в семье Савы и Иулки Павлович. Среднюю школу окончил в родном селе, а низшую гимназию в Подравской Слатине.
В 1956 году окончил семинарию в монастыре Раковица (Белград), а в 1963 году — Богословский факультет Сербской Православной Церкви в Белграде. После этого он продолжил учёбу в Западной Европе. Изучал протестантское и римо-католическое богословие в Германии: в Евангелической академии в Шлезвиге и богословском факультете Университета имени Христиана Альбрехта в Киле. Затем изучал римо-католическое богословие и византологию у профессора Бека в университете Людвига-Максимилиана. Знакомился с традициями бенедиктинских монастырей в Бельгии и Германии.
По окончании учёбы вернулся на родину. Был назначен преподавателем духовной семинарии в Призрене. Пробыв там в 1966—1967 учебном году, перешёл в семинарию Кркского монастыря.
18 ноября 1967 года епископом Далматинским Стефаном был постриженв монашество, на следующий день в Боснийском Брахове состоялась его хиротония во иеродиакона, а 2 марта 1969 года в Кистанье — во иеромонаха. Одновременно он исполнял обязанности преподавателя, главного воспитателя семинарии и заведующего семинарской и монастырской библиотекой, нёс приходское служение в селе Биовичко, а затем в Кистанье.
По назначению Священного Архиерейского Синода Сербской Православной Церкви состоял членом Комиссии по передаче священных церковных предметов, экспроприированных во время Второй мировой войны и находившихся в Историческом музее и других культурных учреждениях в Загребе. Участвовал во встречах Комиссии Всемирного Совета Церквей по межцерковной помощи, состоявшейся 4 декабря 1967 года в Белграде. Принимал участие в международных конференциях.
21 мая 1977 года решением Священного Архиерейского Собора был избран епископом Лепавинским, патриаршим викарием. Хиротония состоялась 31 июля 1977 года. В том же году назначен управляющим Загребской митрополией; с 1982 года — митрополит Загребский (с 1983 года — Загребско-Люблянский).
В 1982—1992 годах представлял Сербскую Церковь в Женеве по вопросам межцерковной помощи.
В 1982—1985 годы был администратором Славонской епархии.
С июля 1989 года замещал престарелого патриарха Сербского Германа до избрания на предстоятельский престол епископа Павла (Стойчевича) в 1990 году.
В 1990—1991 годы был администратором Горнокарловацкой епархии.
Неоднократно избирался членом Священного Синода, председательствовал на Архиерейском Соборе в Печской Патриархии в 1990 году, когда состоялось избрание патриарха Сербского Павла.
Решением Архиерейского Собора Сербской Православной Церкви от 20 мая 1992 года был избран председателем Епископского совета Сербской Церкви в Хорватии. В этом качестве подписал с председателем правительства Хорватии Ивицей Рачаном Договор об отношениях Сербской Православной Церкви с правительством республики Хорватии.
После решения Архиерейского Собора 1994 года о расширении юрисдикции Забребско-Люблянской епархии на территорию Италии, в связи с чем его титул был изменён на «Загребско-Люблянский и всей Италии»; в конце июля 1994 года принял на себя духовное попечение о сербских приходах в Триесте, Риме, Виченце и Милане.
В качестве делегата Сербского патриарха неоднократно посещал Ватикан.
26 мая 2011 года решением Архиерейского Собора СПЦ территория Италии вошла в состав новообразованной Австрийско-Швейцарской епархии, в связи с чем митрополиту Иоанну был возвращён титул «Загребско-Люблянский».
Скончался 3 апреля 2014 года в 18 ч 10 минут в больнице города Загреба. Похоронен 5 апреля в Преображенском соборе Загреба.